# Ingason
Ingason ist ein isländischer Name.

## Herkunft und Bedeutung
Der Name ist ein Patronym und bedeutet Sohn des Ingi. Die weibliche Entsprechung ist Ingadóttir (Tochter des Ingi).

## Namensträger
- Albert Brynjar Ingason (* 1986), isländischer Fußballspieler
- Daníel Þór Ingason (* 1995), isländischer Handballspieler
- Ingi Ragnar Ingason, isländischer Filmemacher, Mitarbeiter von WikiLeaks
- Steindór Ingason (* 1994), isländischer Eishockeyspieler
- Sverrir Ingi Ingason (* 1993), isländischer Fußballspieler